# Wilhelm Julius Leche
Wilhelm Julius Leche, född 21 maj 1757 i Villie, död 19 oktober 1826 i Kyrkheddinge, var en svensk prost och språkmästare vid Lunds universitet.

## Biografi
Leches föräldrar var kyrkoherden i Villie socken Jöns Leche och dennes hustru Liboria Ledebur. År 1770 skrevs han in vid Lunds universitet och vid Blekingska nationen. 1775 bytte han studieort till Greifswald, där han samma år blev filosofie magister. Han försörjde sig därefter som språklärare i tyska, franska och engelska, bland annat vid Wurmbs handelsinstitut i Veinge. Den 28 maj 1785 avlade han juris examen.
År 1786 begärde Lunds universitets språkmästare Jöns Henric Denell avsked och flyttade till Leches gamla arbetsplats på handelsinstitutet i Veinge. Denells företrädare Ifvar Kraak menade härvid  inför konsistoriet att Leche besatt "grundeliga insikter i  franska och engelska" och rekommenderade denne till posten, varför Leche också utsågs till språkmästare med lektors titel vid Lunds universitet samma år. Oturligt nog för Leche hade Kraak vid sin avgång fått privilegiet att behålla språkmästarlönen till sin död, varför det dröjde till 1795 innan han kunde hämta ut någon ersättning för sitt arbete vid Lunds universitet. I gengäld ådagalade Leche en synnerlig flit i sitt arbete, som främst bestod i att lära ut franska och tyska; enligt Carl Fredrik Fallén ska språkmästaren ha haft minst 100 studenter per termin vid slutet av sjuttonhundraåttiotalet. Till detta kom privatlektioner i engelska. Från år 1803 till 1816 hade han även uppgiften förrätta examination i franska, tyska och engelska i en lägre pedagogisk examen ("examen pedagogicum") för blivande skol- och läroverkslärare, något som torde ha ökat språkmästarens prestige och betydelse som universitetslärare.
År 1811 donerade professor Matthias Norberg en summa pengar till Lunds universitet för upprättande av den Norbergska professuren i levande språk, under förutsättning att professurens första innehavare skulle bli Norbergs systerson Jonas Stecksén. Enligt beslut år 1813 skulle professuren dock inte inrättas förrän Leche lämnat sin post, varefter språkmästarlönen skulle fogas till lönen för den Norbergska professuren. Leche, som prästvigts 1811, fick därför lämna sin språkmästartjänst år 1815 och blev istället kyrkoherde i Kyrkheddinge socken. Samma år tilldelades han professors namn, heder och värdighet, och år 1817 utnämndes han till prost.
Han upprätthöll befattningen som kyrkoherde fram till sin död 1826.

## Familj
Wilhelm Julius Leche gifte sig 1801 med Katrina Markman. Hans dotter Anna Maria Leche var gift med professor Ebbe Samuel Bring. Hans son, Carl Fredrik Leche, var amanuens vid Lunds universitetsbibliotek, docent i moderna språk och svensk konsul i Lübeck. Carl Fredrik var i sin tur far till professorn i zoologi vid Stockholms universitet Wilhelm Leche.